# باراپالی
باراپالی (به انگلیسی: Barapali) یک منطقهٔ مسکونی در هند است که در بخش بارگار واقع شده‌است. باراپالی ۱۸۲ متر بالاتر از سطح دریا واقع شده‌است.